# GNV FLA
GNV FLA è un album del gruppo ska punk statunitense Less Than Jake. È stato pubblicato il 24 giugno 2008 dalla loro etichetta discografica Sleep It Off Records. Il titolo dell'album è un'abbreviazione del nome della città natale del gruppo, Gainesville (Florida).
In una nota per la stampa il gruppo afferma:
(Punknews.org)
La terza traccia, Does the Lion City Still Roar?, è il primo singolo estratto. Il gruppo ha pubblicato la canzone su internet il 25 maggio e come singolo il 17 giugno con la b-side All Time Low.

## Tracce
1. City of Gainesville – 1:53
2. The State of Florida – 2:15
3. Does the Lion City Still Roar? – 2:41
4. Summon Monsters – 2:42
5. Abandon Ship – 3:29
6. Handshake Meet Pokerface – 2:41
7. Settling Son – 3:01
8. Malachi Richter's Liquor's Quicker – 2:37
9. Golden Age of My Negative Ways – 1:40
10. The Space They Can't Touch – 2:53
11. Conviction Notice – 2:34
12. This One's Gonna Leave a Bruise – 2:25
13. The Life of the Party Has Left the Building – 0:39
14. Devil in My DNA – 3:31

### B-Side
- All Time Low – 2:56
- Antidote for the Underdog – 2:27
- Settling Son (Demo)
- Malachi Richter's Liquor's Quicker (Demo)

## Formazione
- Chris Demakes - voce e chitarra
- Roger Manganelli - basso e seconda voce
- Vinnie Fiorello - batteria
- Buddy "Goldfinger" Schaub - trombone, basso
- Peter "JR" Wasilewski - sassofono

### Altri componenti
- Scott Klopfenstein (Reel Big Fish) - parti addizionali di tromba in alcune tracce